# Parafia św. Grzegorza VII w Rzymie
Parafia św. Grzegorza VII w Rzymie – rzymskokatolicka parafia znajdująca się w diecezji rzymskiej, w wikariacie generalnym Rzymu, sektorze zachodnim, prefekturze XXXIII w Rzymie. Parafię prowadzą franciszkanie z prowincji św. Franciszka Zakonu Braci Mniejszych w Umbrii.
Parafia graniczy z Watykanem.

## Kościoły i kaplice
- kościół parafialny - kościół św. Grzegorza VII w Rzymie
- kościół św. Maryi Pośredniczki
- kaplica św. Maryi Pośredniczki
- kaplica Niepokalanego Poczęcia Najświętszej Maryi Panny

## Historia
21 czerwca 1952 parafię erygował wikariusz generalny Rzymu kard. Clemente Micara dekretem In suburbana regione. Od początku istnienia jest powierzona franciszkanom. W latach 1958–1959 zbudowano kościół.